# Radio Marca Barcelona
Radio Marca Barcelona es una emisora de radio de Barcelona que emite por el 89.1 de la F.M. cuyo concesionario es Radio Salud S. A.  y que está asociada a la cadena Radio Marca desde el 15 de agosto de 2004.
Sus estudios están ubicados en el número 460 de la avenida Diagonal de Barcelona.

## Historia
La empresa Radio Salud S. A. empezó sus emisiones radiofónicas el mes de octubre de 1983, su formato original de música y consejos de salud evolucionó hasta la programación temática deportiva después de pasar por diferentes etapas de programación. El fundador de esta radio fue José María Ballvé Jardí, un empresario originario del mundo de la publicidad que en el año 1978 compró Radio Miramar llevándola al liderato de audiencia en Barcelona en el año 1986.

## Programación
La programación es totalmente deportiva, excepto los programas: La Claqueta programa de cine que dirige y presenta Pepe Nieves, que se emite y realiza en Barcelona para toda la cadena, Seriadictos' (programa de series también emitido y realizado en Barcelona para toda la cadena), Barcelona es radio y Cocodril Club.

## Instalaciones
La radio dispone de 3 estudios, formado cada uno de ellos por un locutorio y una sala de control. El más grande tiene disponibilidad de 6 micrófonos, el medio también de 6 y el pequeño de 3, aparte de un micrófono en cada sala de control. Los estudios 1 y 2, después de la reforma, cuentan con 12 líneas compartidas para la conexión mediante RDSI o teléfono en las diferentes instalaciones deportivas del territorio catalán así como para la conexión con otras emisoras de Radio Marca; el estudio 3 cuenta con un híbrido de dos líneas para el mismo uso.
Completan las instalaciones la redacción y algunos despachos en la misma planta. Además, en la planta superior existe el despacho de dirección, accesible desde las mismas instalaciones.

## Personal
- José Manuel Olivan, coordinador de programaciones y presentador del Pericos en Radio Marca.
- Carlos Gil, coordinador técnico.
- Joan Prats, presentador del Tribuna Marca.
- Fèlix Monclús, presentador del Repartint Joc.
- Raúl Fuentes, presentador redactor.
- Ricard Vicente, presentador del Catalunya Futbol y Marcador Catalunya.
- Jordi Vinyals, técnico de sonido.
- Jordi Moreno, técnico de sonido.
- Juan Carlos Ballvé, director.
- Ester Ballvé, publicidad.
- Pilar Fernández, administración y producción.

El personal se completa con redactores y técnicos de sonido en prácticas, para la mayoría de programas de emisión local. Los presentadores y locutores que no están presentes en esta lista pero que sí aparecen en el apartado de programación, no forman parte propiamente de la plantilla.